# Dismas Nsengiyaremye
Dismas Nsengiyaremye (ur. 1945) – rwandyjski polityk, premier Rwandy od 2 kwietnia 1992 do 18 lipca 1993.

## Życiorys
Studiował weterynarię na Uniwersytecie w Liège, gdzie doktoryzował się w roku 1975. Pracował później w Rwandzie na rządowych stanowiskach, powiązanych z sektorem rolniczym, był m.in. administratorem Narodowego Banku Rwandy (1981–1984) i sekretarzem w ministerstwie rolnictwa (1984–1989). Należał do partii Republikański Ruch Demokratyczny, był pierwszym premierem z ramienia tej partii od 1992 roku. Odszedł ze stanowiska na skutek oskarżeń prezydenta Juvénala Habyarimany o to, że sabotuje porozumienie z Rwandyjskim Frontem Patriotycznym. Jego następczynią została minister edukacji w jego rządzie, Agathe Uwilingiyimana. Podczas wojny domowej uciekł do Europy.
Jest żonaty, ma czworo dzieci.